# Margareta Birgersdotter (Grip)
Margareta Birgersdotter (Grip), född 1538, död 1586, var en svensk författare, hovfunktionär och godsägare.

## Biografi
Margareta Birgersdotter var dotter till riksråd friherre Birger Nilsson (Grip) släkten Grip och Brita Joachimsdotter Brahe. Efter sin mors död 1554 kom hon till hovet där hon tillbringade tiden före sitt giftermål.
Margareta Birgersdotter gifte sig 1562 med Erik Månsson (Natt och Dag), och 1571 med riksråd Sten Axelsson Banér. Hon var svägerska till Karin Göransdotter (Gyllenstierna), som varit gift med hennes förste makes bror, och även hennes granne.
Efter sin första makes död blev hon förmyndare för sin son Erik Eriksson (Natt och Dag) och fick ansvaret för godset Brokinds slott. Vid sonens död i pesten vid tre års ålder 1566 ärvde hon själv godset som hans enda arvtagare. Hon kvarstannade på Bro och ägnade sig åt godsdrift även efter sitt andra giftermål.
Ellen Fries uppgav att Margareta Birgersdotter skulle ha varit hovmästarinna hos drottning Karin Månsdotter 1567–1568, och att hon vid hovet var ”af alla, hög som låg” på grund av ”sitt behagliga väsen och sina goda umgängesgåfvor”. Den uppgiftens ursprung är emellertid okänt, och det är bekräftat att Karin hade en annan hovmästarinna vid denna tid, Elin Andersdotter.
Det stämmer däremot att Margareta Grip rent tillfälligt var Karinas hovmästarinna: hon kallades att tjänstgöra av kungen själv direkt efter hans bröllop med Karin 1567, med budskapet att han inte accepterade några ursäkter, möjligen för att höja Karins status.
Margareta Grip är känd genom sina påteckningar av sin anfader Bo Jonssons (Grip) jordabrev, för sina avskrifter av medeltidsbrev som i övrigt är förlorade, och för sina genealogiska anteckningar. Hennes genealogiska verk tillhörde de första av sitt slag under den tid då adeln började intressera sig för att nedteckna sin släkts historia. Hon påbörjade den enligt egen uppgift år 1574, som ett äreminne över Bo Jonsson. Hennes skrifter förvarades sedan i Margareta Grips bok i Trolleholms arkiv.